# Эдвард Клебан
Эдвард «Эд» Клебан (англ. Edward Kleban; 30 апреля 1939, Бронкс, Нью-Йорк — 28 декабря 1987, Гринвич-Виллидж, Нью-Йорк) — американский композитор и либреттист. Как автор текста к мюзиклу «Кордебалет», который получил 12 номинаций «Тони» и выиграл 9, разделил в 1976 вместе с Марвином Хэмлишем, Николасом Данте и Джеймсом Кирквудом младшим Пулитцеровскую премию за лучшую драму.
По завещанию Клебана после его смерти был создан фонд его имени, который каждый год присуждает премию имени Эдварда Клебана (англ. Kleban-Awards) самым многообещающим либреттистам и авторам текстов американских мюзиклов в размере 100 000 долларов США.